# Iams

Iams ist eine eingetragene Hunde- und Katzenfutter-Marke von Procter & Gamble. Die Marke wurde im September 1999 ein Teil von Procter & Gamble.

## Geschichte
Der Tierfutterhersteller Paul Iams gründete 1946 die Iams Company in einer kleinen Mühle für Futter in Dayton, Ohio in den Vereinigten Staaten. Clay Mathile wurde 1970 ein Mitglied von Iams und erwarb die Firma 1982. Er legte den Grundstein für den heutigen weltweiten Vertrieb von Iams Hunde- und Katzenfutter.
Im September 1999 wurde Jeffrey Ansell der Präsident von Iams Company und sorgte für den Erwerb durch Procter & Gamble. Im Februar 2001 bekam Ansell eine höhere Anstellung bei Procter & Gamble und wurde dadurch gleichzeitig Präsident der Firma im Vertrieb von Tierfutter weltweit.
Nachdem Procter & Gamble seine Produktionsstätte in South Dakota 2003 an Menu Foods veräußert hat, ist dieses Unternehmen der Exklusivhersteller von Feuchtfutter für „Iams“ (Marken „IAMS“, „Eukanuba“ u. a.).

## Produkte
Iams stellt Trockennahrung sowie Feuchtfutter im Frischebeutel für Katzen her, die nach drei Altersgruppen produziert werden.
- Kitten & Junior 1–12 Monate
- Adult 1–6 Jahre
- Senior & Mature ab 7 Jahre

## Kritik
Iams wird von der US-amerikanischen Organisation People for the Ethical Treatment of Animals (kurz PETA) sowie von In Defense of Animals wegen unnötiger Tierversuche angegriffen, die im Auftrag von Iams bis 2006 von privaten und Universitäts-Labors durchgeführt wurden. Dabei sollen laut PETA u. a. Hunden die Stimmbänder durchtrennt worden sein. Iams sagte dazu damals, diese Versuche seien nötig um mehr über Tierernährung und Allergien herauszufinden, die das Futter möglicherweise auslösen könnte.

## Belege
1. ↑  Iams ist Grausam PETA Deutschland e.V.
 * The Truth About Iams (Memento des Originals vom 6. Oktober 2008 im Internet Archive)  Info: Der Archivlink wurde automatisch eingesetzt und noch nicht geprüft. Bitte prüfe Original- und Archivlink gemäß Anleitung und entferne dann diesen Hinweis. (Die Wahrheit über Iams) Entgegnung der Firma Iams Company – Dayton, Ohio (englisch)